# 良卿 (乾隆進士)
良卿（约1716年—1770年），一作良清、良慶，字賚亭，苏完富察氏，内务府满洲正白旗人。清朝官员，进士出身。

## 生平
雍正十三年（1735）乙卯举人（时隶内务府正白旗包衣六格佐领下），乾隆七年（1742）壬戌进士（时隶内务府正白旗包衣马尔浑佐领下，载《钦定八旗通志：进士》）。乾隆十年任户部主事；十二年任陕西司员外郎；十三年任户部郎中、寶泉局监督；十五年任顺天乡试同考官；十七年任直隶通永道、口北道；二十二年任热河兵备道；二十六年授按察使衔；二十八年迁云南按察使；三十年生贵州布政使署理贵州巡抚；三十三年实授贵州巡抚、广东巡抚（未上任），授兵部侍郎、都察院右副都御史坐衔。三十四年，因贵州威宁州铅铜亏空案（相关劉標 (乾隆進士)），褫職。次年处斩。
家族一门五进士。

## 家族
- 始祖艾達，世居苏完地方。“艾達，正白旗包衣人，世居蘓完地方，國初來歸。其子阿布原任佐領。孫邁堪原任庫掌。元孫塔莽阿原任三等侍衞，富爾丹原任䕶軍叅領。……四世孫瑪庫禮原任郎中兼佐領，薩哈連原任膳房總領，鄂岱原任二等侍衞。……又艾達之五世孫羅雅圖原任員外郎兼佐領，……瑪山現任六品官。六世孫良慶現任主事，經文現任翰林院庶吉士”（载《八旗滿洲氏族通譜》卷27）。
- 父亲玛善（又瑪山），曾任咸安宫官学教习。
- 胞姊富察氏，是内务府正白旗满洲、乾隆二年（1737年）丁巳科进士、礼部尚书德保 (清朝)的嫡妻。
- 族亲徵瑞后任总管内务府大臣。經聞，乾隆壬戌科同榜进士。錫榮，道光二十七年进士。貴誠，光绪十八年进士。興恩，咸丰二年进士。[3]